# 1262
1262 (MCCLXII) a fost un an obișnuit al calendarului iulian.

## Evenimente
- 14 septembrie: Cucerirea orașului Cadiz, în Spania, de către creștini, în cadrul Reconquistei.

### Nedatate
- iulie-august: Orașul Mosul este devastat de mongoli.
- Expediție navală și terestră a împăratului bizantin Mihail al VIII-lea Paleologul în zona litoralului bulgar, soldată cu ocuparea porturilor Anchialos și Mesembria.
- Împăratul Mihail al VIII-lea Paleologul este excomunicat de Arsenios Avtoreianos, patriarhul de Constantinopol.
- Orașul Chiang Rai devine capitală a Regatului Lannathai, de pe teritoriul actual al Thailandei.
- Regele Mindaugas al Lituaniei renunță la creștinism, revenind la cultele păgâne.
- Regele Haakon al IV-lea al Norvegiei devine stăpân asupra Islandei.
- Richard de Chichester este canonizat.
- Strasbourg devine oraș-liber în cadrul Imperiului romano-german.

## Arte, Știință, Literatură și Filosofie
- Adam de la Halle scrie lucrarea "Le Jeu de la Feuille".
- Întemeierea școlii municipale din Lübeck, în Germania.

## Nașteri
- 5 august: Ladislau al IV-lea, viitor rege al Ungariei (d. 1290)

## Decese
- Kamaleddin Ibn al-Adin, 69 ani, cronicar din Alep (n. 1192)

## Înscăunări
- 22 iulie: Ottone Visconti, arhiepiscop de Milano (1262-1295).

## Încheieri de domnie
- 6 mai: Guglielmo Boccanegra, "căpitan al poporului" în Genova.